# Liste des ponts sur la Volga
Cette liste contient les ponts présents sur la Volga.

## Liste
| Nom                                            | Notice | Illustration               | Localisation                   | Coordonnées                  | Type                | Fonction                         | Longueur  | Date             |
| ---------------------------------------------- | ------ | -------------------------- | ------------------------------ | ---------------------------- | ------------------- | -------------------------------- | --------- | ---------------- |
| pont de Saratov                                | 1      | pont de Saratov            | Saratov                        | 51° 31′ 02″ N, 46° 04′ 14″ E | Pont en arc         | Pont routier                     | 2 803,7 m | 11 juillet 1965  |
| Saratower Eisenbahnbrücke (d)                  | 1      | Saratower Eisenbahnbrücke  | Saratov                        | 51° 24′ 44″ N, 45° 58′ 44″ E |                     | Pont ferroviaire                 | 1 700 m   | 1935             |
| barrage de Volgograd                           | 1      | barrage de Volgograd       | Oblast de Volgograd et Voljski | 48° 49′ 34″ N, 44° 40′ 19″ E |                     | Pont routier et ferroviaire (en) |           | 1958             |
| Nouveau pont de Saratov                        | 1      | Nouveau pont de Saratov    | Saratov                        | 51° 35′ 32″ N, 46° 12′ 51″ E |                     |                                  | 2 350,7 m | 16 décembre 2000 |
| pont d'Oulianovsk                              | 1      | pont d'Oulianovsk          | Oulianovsk                     | 54° 21′ 36″ N, 48° 26′ 34″ E | Pont en treillis    |                                  | 5 825 m   | 24 novembre 2009 |
| New Bridge (d)                                 |        | New Bridge                 | Rjev                           | 56° 15′ 38″ N, 34° 19′ 43″ E |                     |                                  |           |                  |
| Old Bridge (d)                                 |        | Old Bridge                 | Rjev                           | 56° 15′ 35″ N, 34° 20′ 11″ E |                     |                                  |           |                  |
| Pont d'Astrakhan (nouveau) (d)                 |        | pont d'Astrakhan (nouveau) | Astrakhan                      | 46° 22′ 10″ N, 48° 01′ 13″ E |                     |                                  |           |                  |
| Pont d'Astrakhan (ancien) (d)                  |        | pont d'Astrakhan (ancien)  | Astrakhan                      | 46° 20′ 07″ N, 47° 59′ 41″ E |                     | Pont ferroviaire, Pont routier   | 937,53 m  | 1952             |
| Bridge across the Volga in Nizhny Novgorod (d) | 1      |                            | Nijni Novgorod et Bor          | 56° 21′ 13″ N, 43° 55′ 25″ E |                     | Pont ferroviaire                 |           |                  |
| Volgograd Bridge (en)                          |        |                            | Oblast de Volgograd            | 48° 43′ 17″ N, 44° 33′ 05″ E |                     | Pont routier, Passerelle         | 1 212 m   | 10 octobre 2009  |
| East Bridge (d)                                |        | East Bridge                | Tver                           | 56° 51′ 21″ N, 35° 56′ 40″ E |                     |                                  | 439,2 m   | 5 novembre 1981  |
| Emperor Bridge (d)                             |        |                            | Oulianovsk                     | 54° 18′ 58″ N, 48° 26′ 35″ E |                     |                                  | 2 111 m   |                  |
| Pont Kimrsky (d)                               |        | pont Kimrsky               | Kimry                          | 56° 52′ 23″ N, 37° 21′ 24″ E |                     |                                  | 554,4 m   | 1978             |
| Kineshma Bridge (en)                           | 1      |                            | Oblast d'Ivanovo               | 57° 29′ 30″ N, 42° 04′ 31″ E |                     |                                  | 1 640 m   | 15 novembre 2003 |
| Kostroma rail bridge (en)                      |        |                            |                                | 57° 44′ 13″ N, 40° 57′ 11″ E |                     | Pont ferroviaire                 |           | 1897             |
| Pont Migalovsky (d)                            |        | pont Migalovsky            | Tver                           | 56° 50′ 59″ N, 35° 47′ 28″ E |                     |                                  | 304 m     |                  |
| Novovolzhsky Bridge (d)                        |        |                            | Tver                           | 56° 51′ 47″ N, 35° 54′ 39″ E |                     |                                  |           | 3 novembre 1956  |
| Pont Oktyabrsky (d)                            |        | pont Oktyabrsky            | Iaroslavl                      | 57° 38′ 26″ N, 39° 53′ 35″ E |                     |                                  |           | 1966             |
| Selishche Bridge (d)                           |        |                            | Raïon de Sélijarovo (en)       | 56° 53′ 48″ N, 33° 17′ 12″ E | Pont à poutres (en) | Pont routier                     | 80 m      |                  |
| Starovolzhsky Bridge (d)                       |        |                            | Tver                           | 56° 51′ 54″ N, 35° 53′ 59″ E |                     | Voie de communication            |           | 8 septembre 1900 |
| Pont de Syzran (en)                            |        | pont de Syzran             | Oktiabrsk                      | 53° 10′ 19″ N, 48° 47′ 55″ E | Pont en treillis    | Pont ferroviaire                 | 1 436 m   | 30 août 1880     |
| Yaroslavl railway bridge (d)                   | 1      |                            | Iaroslavl                      | 57° 38′ 51″ N, 39° 53′ 16″ E |                     | Pont ferroviaire                 | 820 m     | 1913             |